# Křídlo

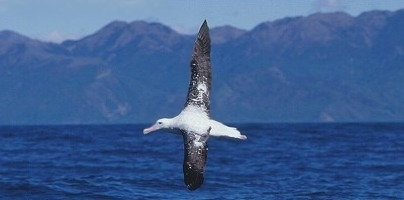
Albatros stěhovavý (Diomedea exulans) má ze všech ptáků největší rozpětí křídel na světě

Křídlo letounu Boeing 737

Křídlo je povrch použitý k vyprodukování aerodynamické síly při cestování vzduchem nebo jiným plynným médiem pomocí letu. Původně se slovo používalo pro přední končetiny ptáků, jeho význam však zahrnuje i křídla hmyzu, netopýrů a pterosaurů; křídla mají i některé mytologické bytosti, například andělé. Křídla mohou být i zařízení vytvořená člověkem, např. jako součást letadel, nebo přímo sama o sobě (samokřídla). Nebo je může nahradit vztlakové těleso.

## Křídla v přírodě
Křídla jsou charakteristickým znakem ptáků (i když ne všichni ptáci je dokážou využívat k letu), vyskytují se však i u jiných živočichů – u významné části hmyzu nebo u některých savců (letounů).

## Křídla v technice

Obtékání křídla

Křídlo je základní stavební prvek letadla, jehož pomocí se letadlo ve vzduchu udrží. Křídlo bylo vyvíjeno již od samotného počátku letectví docházelo k napodobování ptačích křídel a postupem času se pro tvary křídla vyvinuly fyzikální modely. Vztlak, neboli síla působící proti směru gravitační síly, a vznikající právě na křídle při proudění vzduchu okolo něj, je tvořen zhruba 2/3 podtlakem na horním povrchu křídla a 1/3 přetlakem na dolním povrchu.

## Rozbor křídla v technice
Podíváme-li se na průřez křídlem, všimneme si několika důležitých částí: náběžná hrana, odtoková hrana, tětiva, profil křídla, neboli maximální prohnutí. Proudnice vzduchu za letu jako první potkají náběžnou hranu, která odvádí proudnice do středu křídla, pokud možno, v laminárním proudění. Proudnice se rozdělí a proudy potkávají odtokovou hranu (viz obrázek nahoře), která je stavěná vždy proti vytváření vírů, které by zbytečné způsobily ztrátu energie. Tětivou profilu je úsečka, na jejíž koncích je náběžná a odtoková hrana. Uděláme-li soustavu kružnic, kde hrany profilu se stanou tečnami a spojíme jejich středy, vznikne nám profil, či maximální prohnutí křídla vůči tětivě.